# Yovon
Yovon (in tagico Ёвон) è una città del Tagikistan, situata nella regione del Chatlon.